# Szihab ad-Din Jahja as-Suhrawardi
Szihab ad-Din Jahja as-Suhrawardi – średniowieczny perski filozof i mistyk, przedstawiciel filozofii muzułmańskiej. Założyciel nowego nurtu zwanego iluminacjonizmem.   
Jego nazwisko oznacza “mieszkaniec Suhrawardu” lub "ten, który urodził się w Suhrawardzie”. Nazywano go również szajch-al-iszrak, czyli “mistrz iluminacjonizmu”.  

## Życie
Urodził się w 1155 roku w północno-zachodnim Iranie, w dawnej Medei, w Suhrawardzie. Zmarł w wieku 36 lat. W młodości studiował w Maradze w Azerbejdżanie. Jego nauczycielem był Majd al-Dīn al-Jīlī. Później przeniósł się do Isfahanu w centrum Iranu, gdzie zetknął się z tradycją awiceniańską. Później spędził kilka lat na południowym wschodzie Anatolii, gdzie dobrze przyjęło go kilku władców seldżuckich z Rumu. Ostatecznie udał się do Syrii, skąd już nie wrócił. Zawarł tam znajomość z al-Malikiem al-Zahirem, synem Saladina.
Tajemniczo zmarł w cytadeli w Aleppo 29 lipca 1191 roku. Prawdopodobnie został on skazany na śmierć przez sułtana Saladina, któremu nie podobało się jak duży wpływ Suhrawardi ma na jego syna. Istnieją źródła podające informacje, że mógł on również albo zagłodzić się na śmierć, albo zostać brutalnie zamordowanym.
Biografowie piszą o nim jako o szajchu maktul, czyli szajchu zamordowanym, jednak jego uczniowie wolą miano szajch szahid, co oznacza szajch męczennik.

## Filozofia

### Kształtowanie się filozofii As-Suhrawardiego
Do powstania nowej idei As-Suhrawardiego przyczyniły się m.in. filozofia zaratusztrianizmu, nauka hermetyczna i szkoła platońska.  
Szajch-al-iszrak zetknął się również z filozofią wschodu Ibn Siny - innego filozofa zajmującego się podobną tematyką, przed Suhrawardim. Twierdził on, że Ibn Sina nie mógł zrealizować swojego projektu, ponieważ nie znał on “źródła wschodniego”, które nadaje autentyczności określeniu “wschodni”. Odciął się on od myśli swojego poprzednika i wykształcił swoje własne poglądy.

### Sen o Arystotelesie
As-Suhrawardi twierdzi, że pewnej nocy, we śnie, ukazał mu się Arystoteles, z którym miał okazję prowadzić dialog. To wydarzenie opisuje w jednym ze swoich dzieł "al-Talwihat". Arystoteles powiedział mu, żeby “Przebudził się dla samego siebie”. Zdaniem greckiego filozofa kluczem do wiedzy jest samopoznanie. Podczas widzenia As-Suhrawardiemu ukazuje się autentyczna istota “źródła wschodniego”. Szajch-al-iszrak ma więc okazję zetknąć się z ideą poznania samego siebie, jako poznania egzystencjalnego, intuicyjnego, poznania samej duszy, co prowadzi do samoświadomości samego siebie. Docenienie esencji w jej wyjątkowości ontologicznej. Dusza jest bytem świetlnym, która iluminację uobecniającą rozciąga na swój przedmiot, czyni go dla siebie obecnym, tym samym ona staje się obecna dla samej siebie. Epifanią dla duszy będzie obecność tej obecności i na tym właśnie polega obecność wschodnia (hudur iszraki), czyli obecność epifaniczna. Taki proces dotyczy wszystkich bytów światła, które poprzez akt samoświadomości stają się obecne dla siebie nawzajem. Ludzka dusza również może czegoś takiego dokonać, wyrywając się z ciemności “zachodniego wygnania” - o tym fenomenie również pisze Suhrawardi w swoim dziele "Qissat al-ghurba al-gharbiyya". Na koniec rozmowy Arystoteles stwierdza, że islamscy filozofowie nie dorównywali nigdy Platonowi.   
Podczas widzenia As-Suhrawardiemu ukazuje się autentyczna istota “źródła wschodniego”, czyli światło chwały. Jest to energia, która spaja każde byty świetlne. Zdaniem As-Suhrawardiego jest to nieskończone promieniowanie światła świateł (nur al-anwar).

### Filozofia iluminacjonizmu
Jednym z jego najważniejszych dzieł As-Suhrawardiego jest “Hikmat al-iszrak", czyli “Filozofia iluminacji”, napisana w 1186 roku.  
Suhrawardi był twórcą nowego nurtu filozofii muzułmańskiej, zwanego iluminacjonizmem. Został on później nazwany szajch-al-iszrak, czyli “mistrz iluminacjonizmu”, ponieważ jego innowacyjna myśl filozoficzna była odrodzeniem dla dawnej mądrości Persji. Jest “tym, który ożywił doktryny mędrców Persji dotyczące zasad światła i ciemności”.

#### Iszrak
Słowo iszrak w filozofii As-Suhrawardiego możemy rozumieć na kilka sposobów. Pierwszym z nich będzie znaczenie słowa iszrak jako światło, światłość i “mądrość, teozofię, dla której iszrak jest źródłem, jednocześnie jako iluminacja i objawenie (zuhur) bytu oraz akt świadomości, który poprzez odsłonięcie (kaszf) prowadzi go do ukazania, czyniąc z niego phainomenon”. W pierwszym tego słowa znaczeniu iszrak oznacza wspaniałość poranka, pierwsze pojawienie się ciała niebieskiego, moment poznania.  
Drugim znaczeniem pojęcia iszrak jest teozofia wschodnia, według której konieczne jest uzyskanie wizji wewnętrznej i doświadczenia mistycznego, które ma swój początek na wschodzie.  
Trzecim znaczeniem według As-Suhrawardiego jest teozofię ludzi Wschodu, mędrców dawnej Persji, których poznanie jest wschodnie i oparte na wewnętrznym objawieniu.

#### Teozofia wschodnia
Zdaniem filozofa teozofia wschodnia ma pomóc zainteresowanemu osiągnąć samoświadomość swojego "wygnania zachodniego" oraz zapoznać się z pojęciem “zachodu” przeciwnym do filozofii “wschodniej”, która jest uważana za tę odpowiednią. Zainteresowany powinien dążyć do poznania prawdy, dojścia do poznania samego siebie. Wyznawcy filozofii światła nie oddzielają duchowności od filozofii i dążąc do realizacji duchowej potrzebują wstępnego przygotowania filozoficznego.
Twierdził, że szyizm jest duchowym islamem, łączącym szari’at i hakikę. Dzięki wpływom As-Suhrawardiego teozofia wschodnia stała się połączeniem filozofii i sufizmu, które od tamtej pory stały się nierozłączne.

## Twórczość
As-Suhrawardi był twórcą 49 dzieł. Zajmował się między innymi logiką, fizyką i metafizyką.
Poniżej spis niektórych z jego dzieł:  
- Al-Munāǧāt ("Modlitwa o wybawienie")

- Min da‘awāti-hi ayḍan ("Kolejna z jego modlitw")

- At-Talwīḥāt ("Wskazówki")

- Al-Mašāri‘wa-al-Muṭāraḥāt ("Ścieżki i rozmowy")

- Ḥikmat al-Išrāq ("Filozofia iluminacji")

- Al-Wārid ātwa at-Taqdīsāt ("Objawienia i modlitwy uświęcające")

- Qissat al-ghurba al-gharbiyya ("Opowieść o wygnaniu na zachód")

- Risālat al-abrāǧ ("Traktat o wieżach")